# 1023 Thomana
1023 Thomana је астероид главног астероидног појаса. Приближан пречник астероида је 58,27 ,
а средња удаљеност астероида од Сунца износи 3,168 астрономских јединица (АЈ).
Инклинација (нагиб) орбите у односу на раван еклиптике је 10,076 степени, а орбитални период износи 2059,699 дана (5,639 година). Ексцентрицитет орбите астероида износи 0,104.
Апсолутна магнитуда астероида износи 9,76 а геометријски албедо 0,064.
Астероид је откривен 25. јуна 1924. године.